# 커맨드 앤 컨커: 타이베리안 선
커맨드 앤 컨커: 타이베리안 선은 웨스트우드 스튜디오에서 개발하여 일렉트로닉 아츠에서 1999년에 출시한 실시간 전략 게임이다. 커맨드 앤 컨커: 타이베리안 돈 및 커맨드 앤 컨커: 레드얼럿의 후속작이며 커맨드 앤 컨커 3: 타이베리움 워즈의 전작으로 타이베리안 시리즈에서 RTS로서 두 번째 작품이다. 주된 줄거리는 타이베리안 돈의 제1차 타이베리움 전쟁 이후 대략 30년 이후인 2030년에 지구 방위 기구(GDI)와 노드 형제단(Nod) 간에 벌어지는 제2차 타이베리움 전쟁에 대한 내용이다.
일렉트로닉 아츠는 타이베리움 시리즈의 완결편인 '타이베리안 트와일라잇(Tiberian Twilight)'의 출시를 앞두고 '타이베리안 선'과 확장팩 '파이어스톰'을 무료로 공개했다.

## 평가
| 평가 |                     |
| --- | ------------------- |
| 통합 점수 통합사 점수 게임랭킹스 79.68% (28 reviews) [ 2 ] 평론 점수 평론사 점수 게임스팟 7.9/10 [ 3 ] IGN 8/10 PC Gamer 92/100 |                     |
| 통합 점수 |                     |
| 통합사 | 점수                |
| 게임랭킹스 | 79.68% (28 reviews) |
| 평론 점수 |                     |
| 평론사 | 점수                |
| 게임스팟 | 7.9/10              |
| IGN | 8/10                |
| PC Gamer | 92/100              |